# Olympische Sommerspiele 2016/Teilnehmer (Lesotho)
| Gelbes Symbol für Goldmedaillen mit stilisierten Olympischen Ringen | Graues Symbol für Silbermedaillen mit stilisierten Olympischen Ringen | Braundes Symbol für Bronzemedaillen mit stilisierten Olympischen Ringen |
| ------------------------------------------------------------------- | --------------------------------------------------------------------- | ----------------------------------------------------------------------- |
| —                                                                   | —                                                                     | —                                                                       |

Lesotho nahm in Rio de Janeiro an den Olympischen Spielen 2016 teil. Es war die insgesamt elfte Teilnahme an Olympischen Sommerspielen. Vom Lesotho National Olympic Committee wurden acht Athleten in drei Sportarten nominiert. 
Fahnenträger bei der Eröffnungsfeier war der Leichtathlet Mosito Lehata. 

## Teilnehmer nach Sportarten

### Boxen
| Athleten           | Wettbewerb               | 1. Runde         | 1. Runde | Achtelfinale  | Achtelfinale  | Viertelfinale | Viertelfinale | Halbfinale    | Halbfinale    | Finale        | Finale        | Rang          |
| Athleten           | Wettbewerb               | Gegner           | Ergebnis | Gegner        | Ergebnis      | Gegner        | Ergebnis      | Gegner        | Ergebnis      | Gegner        | Ergebnis      | Rang          |
| ------------------ | ------------------------ | ---------------- | -------- | ------------- | ------------- | ------------- | ------------- | ------------- | ------------- | ------------- | ------------- | ------------- |
| Männer             |                          |                  |          |               |               |               |               |               |               |               |               |               |
| Moroke Mokhotho    | Fliegengewicht bis 52 kg | Achraf Kharroubi | 0:3      | ausgeschieden | ausgeschieden | ausgeschieden | ausgeschieden | ausgeschieden | ausgeschieden | ausgeschieden | ausgeschieden | ausgeschieden |
| Inkululeko Suntele | Bantamgewicht bis 56 kg  | Bilel Mhamdi     | 0:3      | ausgeschieden | ausgeschieden | ausgeschieden | ausgeschieden | ausgeschieden | ausgeschieden | ausgeschieden | ausgeschieden | ausgeschieden |

### Leichtathletik
Laufen und Gehen
| Frauen         |          |              |    |               |               |               |               |    |
| Tsepang Sello  | 800 m    | 2:10,22 min  | 59 | ausgeschieden | ausgeschieden | ausgeschieden | ausgeschieden | 59 |
| Männer         |          |              |    |               |               |               |               |    |
| Mosito Lehata  | 100 m    | 10,25 s      | 32 | ausgeschieden | ausgeschieden | ausgeschieden | ausgeschieden | 32 |
| Mosito Lehata  | 200 m    | 20,65 s      | 49 | ausgeschieden | ausgeschieden | ausgeschieden | ausgeschieden | 49 |
| Namakoe Nkhasi | 5000 m   | 13:41,92 min | 32 | –             | –             | ausgeschieden | ausgeschieden | 32 |
| Tsepo Ramonene | Marathon | –            | –  | –             | –             | nicht beendet | nicht beendet | –  |
| Lebenya Nkoka  | Marathon | –            | –  | –             | –             | 2:25:13 h     | 95            | 95 |

### Radsport

#### Mountainbike
| Athleten        | Wettbewerb    | Zeit          | Rang          |
| --------------- | ------------- | ------------- | ------------- |
| Männer          |               |               |               |
| Phetetso Monese | Cross-Country | nicht beendet | nicht beendet |